# Ökröss Bálint
Ökröss Bálint (Debrecen, 1829. február 13. – Vác, 1889. január 4.) jogász, jogtudós, a Magyar Tudományos Akadémia levelező tagja. A kiegyezést követően jelentős tevékenységet fejtett ki a polgári jogi kodifikáció területén, emellett a magyarországi közjegyzői rendszer jogi és intézményi hátterének megteremtője (1875), a Budapesti Közjegyzői Kamara első elnöke volt.

## Életútja
A Debreceni Református Kollégium elvégzése után 1849-ben a Pesti Egyetemre iratkozott be. Tanulmányait csakhamar félbeszakítva csatlakozott a honvédsereghez és a 16. huszárezredben, a Károlyi-huszárok altisztjeként harcolt a szabadságharc nyári hadjáratában. A nemzeti honvédő harc bukása után befejezte jogi tanulmányait az egyetemen. Előbb a Pesti Országos Törvényszéknél tevékenykedett, később a székesfehérvári megyei törvényszéknél vállalt hivatalt, majd 1860–1861-ben közjegyzőként dolgozott Szentesen (a közjegyzői rendszer felszámolásáig). Ezt követően Pesten egy köz- és váltóügyvédi iroda munkáját vezette, illetve váltójegyzőként is tevékenykedett. A kiegyezést követően, 1867-ben Horvát Boldizsár miniszter hívására a frissen felállt, önálló magyar igazságügyi minisztérium munkatársa lett, ahol a törvény-előkészítő osztályon dolgozott 1875-ig előbb mint titkár, majd mint tanácsos. 1868-ban bajorországi, 1870-ben svájci és németországi útján tanulmányozta az egyes országok jogrendszereit. 1875-től haláláig Budapest VIII. kerületében folytatott közjegyzői praxist, ezzel párhuzamosan 1881 után a Budapesti Közjegyzői Kamara első elnöke volt.

## Munkássága
Gyakorlati kodifikációs és elméleti jogtudományi életműve egyaránt jelentős volt. Közreműködött az ideiglenesnek szánt polgári perrendtartás (1868. évi LIV. tc.), valamint a közjegyzői törvény (1874. évi XXXV. tc.) előkészítésében, szövegének megfogalmazásában és törvénymagyarázatának összeállításában. A polgári jog területén kifejtett munkásságát az osztrák polgári jogi törvényhozás szellemisége és konzervativizmus jellemezte, e kettős hatás alatt dolgozta ki 1870-ben a szóbeliség és közvetlenség elvén alapuló polgári perrendtartási tervezetét. Javaslatait azonban nem fogadták el, s a nyilvánosság, szóbeliség, közvetlenség hármas elve csak 1911-ben került bele a magyar polgári törvénykezésbe.
1865-ben átdolgozva és kibővítve újra kiadta Szlemenics Pál jórészt meghaladott büntetőjogi összefoglalását, amely a Csemegi-kódex, az első magyar büntető törvénykönyv 1878. évi törvényerőre emelkedéséig az igazsászolgáltatásban legtöbbet használt munka volt. Az általa összeállított törvénytárak és önálló kötetekben megjelent kommentárok mellett kisebb jogtudományi cikkeket is publikált, főként a Jogtudományi Közlöny és az Igazságügy című folyóiratokban. 1866-ban részt vett és 1868-ig szerkesztőként is közreműködött a Jogtudományi Közlöny című folyóirat elindításában, 1868–1870-ben pedig a Jogtudományi Szemle társszerkesztője volt.
Fiatalabb korában foglalkozott műfordítással (pl. Molé-Gentilhomme: Nápolyi Johanna, 1857), élete későbbi szakaszában pedig több költeményt és színdarabot is szerzett. 1887-es Czinka Panna című népszínművét 1888-ban mutatták be Kolozsváron.

### Társasági tagságai és elismerései
Gyakorlati és elméleti jogászi tevékenysége elismeréséül 1868-ban a Magyar Tudományos Akadémia levelező tagjává választották, 1875-ben pedig királyi tanácsosi címet kapott.
A Magyar Országos Közjegyzői Kamara a közjegyzői hivatás terén elért eredmények elismerésére 2007-ben Ökröss Bálint-díjat alapított.

### Főbb művei
- Magyar polgári magánjog: Az 1848-dik évi törvényhozás és az országbírói tanácskozmány módosításai nyomán kézikönyvül. Pest. 1861. (Negyedik kiadása: 1873)
- Általános magyar törvénykezési eljárás peres és perenkívüli ügyekben a legújabb törvényhozás szerint. Pest. 1863.
- Austriai általános polgári törvénykönyv I–II. Pest. 1865.
- Szlemenics Pál: Magyar fenyítő törvény. Átd. Ökröss Bálint. Pest. 1865.
- Törvények és rendeletek hivatalos gyűjteménye a nemzeti felelős kormány visszaállításától fogva 1867-ig I–II. Pest. 1869.
- A törvénykezés reformjai. Pest. 1869.
- Magyar polgári törvénykezési rendtartás. Pest. 1870.
- Általános magyar polgári magánjog az 1848. évi törvényhozás és az országbírói tanácskozmány módosításai nyomán. Budapest : Heckenast Gusztáv, 1872. XIII, 876, 62 p.
- Magyar közjegyzői törvény. Budapest. 1875.
- A törvénykezés reformja a szóbeliség, közvetlenség és nyilvánosság alapján, javaslatul a polgári perrendtartáshoz. Pest. 1880.

## További irodalom
- Tóth Lőrinc: Emlékbeszéd Ökröss Bálint l. tag felett. Budapest. 1889.
- Hamza Gábor: "Az európai magánjog fejlődése." Budapest 2002.
- Rokolya Gábor: Ökröss Bálint királyi tanácsos és királyi közjegyző (1829-1889). = Közjegyzők Közlönye. 2007. LIV. évf. 7-8. szám p.37-42.